# Pseudoholostrophus chinensis
Pseudoholostrophus chinensis is een keversoort uit de familie winterkevers (Tetratomidae). De wetenschappelijke naam van de soort werd in 1998 gepubliceerd door Nikolay Borisovich Nikitskiy.